# 모스크바의 이오프
이오프 이오안 모스크바(Иов Иоанн Москва, 1525년 1월 9일 ~ 1607년 6월 19일)는 16세기 시대와 17세기 시대 제정 루스 차르국 시대의 러시아 정교회 대주교이다.
모스크바 대공국 트베리 주 스타리차에서 러시아계와 그리스계와 타타르계의 혼혈로 출생한 그는 일찍이 정교회 사제 직무로써 출사 및 출세하여 1589년에서 1605년까지 모스크바 대주교 직책을 지낸 그는 훗날 1596년 러시아 정교회를 창설하는 데에 참여하였으며 1598년과 1605년에는 각기각기로 잠시 루스 차르국 국무대리섭정공 직책을 지냈다.